# Scuba Schools International

SSI-logo

SSI-cursusprogramma

Scuba Schools International (SSI) is een van de grootste opleidingsorganisaties ter wereld op het gebied van de duiksport.
De organisatie werd in 1970 opgericht door Robert Clark. Inmiddels zijn er zo'n 1.800 dealers verspreid over 90 landen.
Overal ter wereld heeft SSI 'Regional Centers' die de contacten met dealers onderhouden. SSI-dealers zijn professionele duikwinkels, duikscholen, duikschepen en ook bijvoorbeeld universiteiten.